# نيكولا ميتروفيتش (لاعب كرة قدم)
نيكولا ميتروفيتش هو لاعب كرة قدم صربي في مركز الوسط، ولد في 14 ديسمبر 1997. شارك مع منتخب صربيا تحت 17 سنة لكرة القدم. أما مع النوادي، فقد لعب مع رادنيتشكي نيش.

## وصلات خارجية
- نيكولا ميتروفيتش (لاعب كرة قدم) على موقع قاعدة بيانات كرة القدم.إي يو (الإنجليزية)
- نيكولا ميتروفيتش (لاعب كرة قدم) على موقع Soccerway.com (الإنجليزية)